# Pterolophia dorsivaria
Pterolophia dorsivaria là một loài bọ cánh cứng trong họ Cerambycidae.